# Isiah Victor
Isiah Victor, né le 6 juillet 1978, à Hopkinsville, au Kentucky, est un ancien joueur américain de basket-ball. Il évolue au poste d'ailier fort.

## Palmarès
- All-NBDL First Team 2005
- All-NBDL Second Team 2006